# Noticias
Noticias est un journal hebdomadaire argentin.
Lors de la crise internationale des caricatures de Mahomet, le
Noticias a publié quatre des douze caricatures de Mahomet dans le cadre d'un article en pages internationales de l'édition Nº 1520 du 10 février 2006,.

## Sources
1. ↑  "En el nombre del profeta", Noticias,10.02.06.
2. ↑  Source : Nouvel Observateur du 13.02.06.